# Pete Doherty

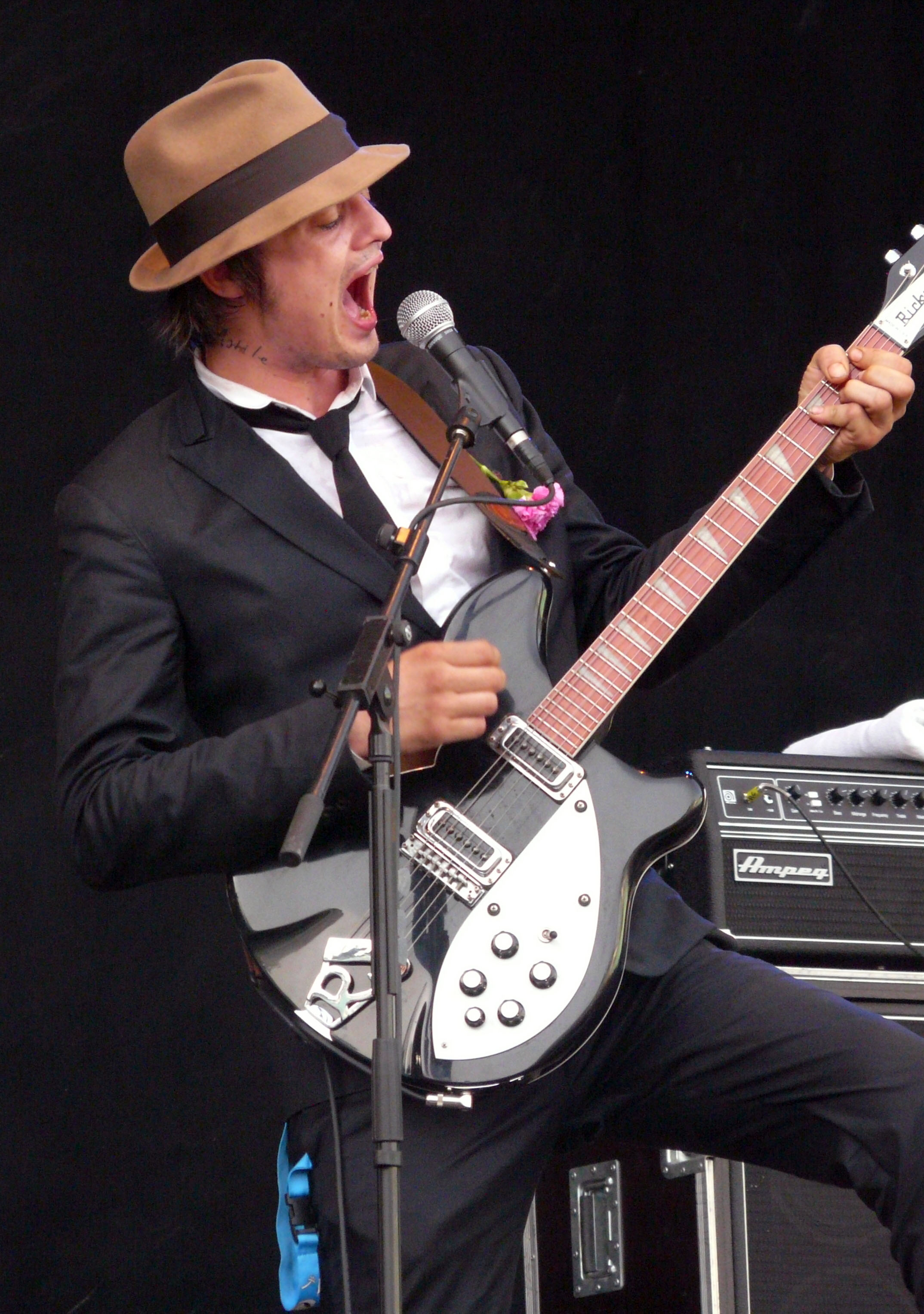
Pete Doherty en un concert el 2008

Peter Doherty (Northumberland, 1979), de nom artístic Pete Doherty, és el líder i compositor de la banda Babyshambles i l'anterior colíder (amb Carl Barât) de The Libertines. També va formar part de The Dalston Set. Ha gravat només un àlbum en solitari, Grace/Wastelands (2009).
El 2005 va saltar a la premsa del cor i la premsa groga per la seva relació amb Kate Moss i el consum públic de cocaïna per part de la parella. El 2007 Kate Moss i Pete Doherty es van separar.

## Premis i honors
- 2009: Premi al millor cantant en solitari Shockwave NME Awards[4]
- 2008: Premi Hero of the Year Shockwave NME Awards[5]
- 2006: Doherty va ser votat segon a la llista dels més cool de la revista New Musical Express[6]
- 2004: Doherty va ser votat primer a la llista dels més cool de la revista New Musical Express (NME), amb el seu company dels Libertines, Carl Barât.[7]